# 第3503船団
第3503船団（だい3503せんだん）は、大東亜戦争中の1944年5月3日に横浜沖からサイパン島へ出発した、日本の護送船団である。マリアナ諸島やパラオへ増援部隊や軍需物資などを輸送する任務を負っていた。サイパンまで軽い損害でたどり着いたが、その先さらにパラオに向かった輸送船はアメリカ海軍潜水艦の攻撃で全滅した。なお、船団命名方式の性質上、同一名の船団が別の年にも運航されている可能性があるが、本項では1944年の船団を扱う。

## 背景
1944年（昭和19年）に入りクェゼリンの戦い・エニウェトクの戦いと中部太平洋方面でのアメリカ軍の反攻が本格化してくると、日本軍は、名目だけで防備が手薄なままだった絶対国防圏の守備固めにあわてて取りかかった。マリアナ諸島やカロリン諸島に対する重要増援部隊の緊急派遣が松輸送の名の下で展開されたが、松輸送には含まれない通常船団によっても、増援部隊や軍需物資の輸送が急ピッチで進められることになった。
第3503船団も、こうしたマリアナ諸島やパラオへの増援輸送船を組み込まれた通常船団として編成された。参加輸送船は14隻で第3503船団としての目的地はサイパン、ただし2隻はグアム、4隻はパラオを最終目的地としてさらに分離航海を続ける予定だった。パラオ行きの船には、関東軍から抽出した第9派遣隊（第24歩兵団・独立守備歩兵第12大隊・第14大隊・第28大隊基幹）や第14師団の後続部隊などが乗船していた。護衛は横須賀鎮守府指揮下で編成した丁直接護衛部隊の駆逐艦2隻・水雷艇1隻・海防艦2隻・駆潜艇4隻が主に担当し、「朝凪」乗艦の第2護衛船団司令部（司令官：清田孝彦少将）が指揮を執った。船団名は横須賀鎮守府の命名方式に基づくもので、千の位の「3」が横須賀発サイパン行き航路、下3けたの「503」は5月3日出航を意味する。
米海軍は、サイパンの攻略作戦に向けて、潜水艦をマリアナ諸島周辺に展開させて日本のシーレーンを攻撃していた。アメリカ潜水艦は、開戦から魚雷の不調に悩まされてきたが、1943年（昭和18年）末頃には魚雷の改良により成果を上げ始めていた。

## 航海の経過

### 横浜からサイパン・グアムまで
5月3日に横浜沖に集結した本船団は、訓練を行いながら館山湾へと移動した。翌4日、館山を船団は出撃した。4日から5日までは、水雷艇と掃海艇各1隻が護衛に追加されている。船団は潜水艦を警戒し、しばしば敵襲の誤報により戦闘態勢を取りながら航行した。
5月10日、船団はサイパン北西444km付近でアメリカ潜水艦「タンバー」に発見され、海軍運送船「慶洋丸」（東洋汽船：6441総トン）が魚雷1発を見舞われた。「慶洋丸」は沈没を免れて8ノットの速力で航行を続けられたが、死者・行方不明者97人を出した。護衛部隊は爆雷を投下して反撃に移り、第24号海防艦が敵潜水艦撃沈確実を報じたが、「タンバー」は沈んではいなかった。もっとも、駆逐艦「水無月」と水雷艇「鴻」が現場に残ってしばらく制圧を続けたため、「タンバー」は追撃ができなかった。
サイパン入港予定前日の5月12日、船団は、サイパンに敵機動部隊襲来のおそれとの情報を受けて一時退避したが、間もなく安全と判明したため航路に復帰した。14日、グアム行きの2隻を護衛の水雷艇「鴻」・海防艦「隠岐」・特設駆潜艇「第8昭南丸」とともにテニアン島沖で分離し、船団本隊は同日中にサイパンへと入港した。第3503船団としての運航はサイパンまでのため、船団の主力は、荷揚げ後に東松7号復航船団と合同で第4517船団を組んで日本へと帰ることになった。
グアム行き船団は、分離した14日午後にグアム北西17kmに差し掛かったところで、アメリカ潜水艦「サンドランス」の攻撃を受けてしまった。貨物船「黄浦丸」（東亜海運：4291総トン）が魚雷を受け、沈没した。「鴻」と「隠岐」は、航空機や掃討に出動してきた海防艦「能美」及び駆潜艇1隻と協同で爆雷攻撃を行い、重油の海面流出から敵潜水艦1隻撃沈おおむね確実と報じたが、実際には「サンドランス」に逃げられていた。

### パラオ行き船団のその後
パラオ行きの輸送船4隻はサイパンで船団主力と分かれ、新たな護送船団となった。船団はサイパンを5月16日夕刻に出航したが、たちまち再び「サンドランス」および僚艦の「タニー」により捕捉されてしまった。まず、日付が17日に変わってまもなく、「泰国丸」（朝鮮郵船：2633総トン）が「サンドランス」の雷撃を受けて沈没した。護衛艦が爆雷を投下して制圧成功と思われたが、17日午後6時40分に今度は「タニー」の雷撃で「日和丸」（日産汽船：4955総トン）が沈没した。残る輸送船2隻は退避したが、命令により現場に戻って救助を開始したところを「サンドランス」に狙われ、「復興丸」（大洋海運：3834総トン）が被雷し翌日沈没した。唯一生き残った「大阪丸」（日本郵船：3740総トン）は、サイパンに逃げ帰った。

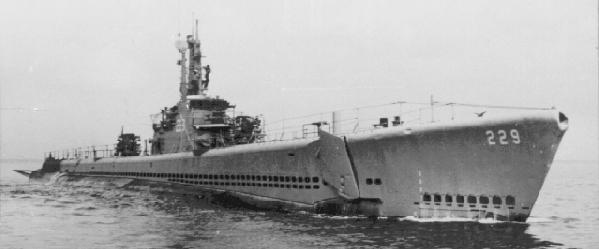
アメリカ潜水艦「フライングフィッシュ」

サイパンに戻った「大阪丸」は、5月20日、「台東丸」（大阪商船：4466総トン）と船団を組んで、「水無月」以下3隻の護衛の下にパラオへ向け出航した。南鳥島付近に敵機動部隊が出現したため退避する目的で、「台東丸」はサイパンでの荷揚げ作業を中断しての緊急出港だった。船団は、速力9.5ノットで進んだ。24日午後8時には「水無月」が敵の浮上潜水艦を発見するが、攻撃して撃沈を報じたため戦闘配置を解いた。アメリカ海軍によると、付近には潜水艦「フライングフィッシュ」が行動中で、この日、自身の発射した魚雷の過早爆発により損傷を負っている。しかし、「フライングフィッシュ」は作戦行動を続け、再び船団に襲いかかった。25日午前9時20分頃、「大阪丸」「台東丸」は相次いで魚雷攻撃を受け、2隻とも沈没、船団は全滅した。日本側によると、無航跡魚雷が使用されたという。

## 結果
本船団は、サイパンまでの本運行では1隻沈没・1隻損傷という比較的軽い損害のみで済んだ。帰路の第4517船団でも、護衛の駆逐艦「朝凪」の犠牲はあったものの輸送船は無傷であった。
一方、分離後のパラオ行き船団は完全な失敗で対照的な結果となった。「日和丸」に乗船していた第9派遣隊の計2274人のうち、322人が戦死した。「復興丸」には歩兵第15連隊後続部隊の先発隊50人が乗船しており、機関砲2門、迫撃砲18門などの新鋭装備を全て失ってしまった。生存者はサイパン島に戻って再建を目指したが、ほとんどが約1カ月後に始まったサイパン島の戦いに巻き込まれ、パラオに進出できないまま全滅してしまった。なお、「大阪丸」には民間人824人が乗船し、軍需物資ではなく民需食料品2956トンが積まれていたが、乗客97人が死亡して物資は全損となった。「台東丸」ではサイパンへ揚陸未了の航空ガソリン5300缶と弾薬2500立方メートル、セメント500トンが海没している。

## 編制

### 館山出撃時の編制
- 輸送船
  - サイパン行き - 「慶洋丸」、「筥崎丸」、「江ノ島丸」、「美濃丸」、「龍田川丸」、「神福丸」、「富国丸」、「広順丸」
  - グアム行き - 「黄浦丸」、「春川丸」
  - パラオ行き - 「泰国丸」、「日和丸」、「復興丸」、「大阪丸」
- 護衛艦
  - 駆逐艦 - 「朝凪」（旗艦）、「水無月」
  - 水雷艇 - 「鴻」、同「千鳥」（5月4-5日のみ）
  - 海防艦 - 「隠岐」、第24号海防艦
  - 駆潜艇 - 第31号駆潜艇、第32号駆潜艇、第52号駆潜艇、特設駆潜艇「第8昭南丸」
  - 第27号掃海艇（5月4-5日のみ）

### 第一次パラオ行き船団の編制
- 輸送船 - 「泰国丸」、「日和丸」、「復興丸」、「大阪丸」
- 護衛艦 - 駆逐艦「水無月」、第31号駆潜艇、第32号駆潜艇

### 第二次パラオ行き船団の編制
- 輸送船 - 「大阪丸」、「台東丸」
- 護衛艦 - 駆逐艦「水無月」、特設電線敷設船「王星丸」、特設駆潜艇「第3昭南丸」